# 小野楓馬
小野 楓馬（おの ふうま、2000年2月23日 - ）は、地方競馬のホッカイドウ競馬・小野望厩舎所属の騎手。地方競馬教養センター騎手課程第97期生。

## 来歴
北海道新ひだか町出身で両親が牧場で働いている環境で育ち、自然と騎手を志した。静内農業高等学校の生産科学科に進学したが2年で中退し地方競馬教養センターに入所した。
2019年3月31日に地方競馬騎手免許を取得し、ホッカイドウ競馬の小野望厩舎からデビューする。4月17日、門別競馬第3競走でジェイドリームに騎乗し初騎乗（10頭立て2番人気2着）。翌日の門別競馬第2競走でアースヒメに騎乗しデビュー6戦目で初勝利を挙げる（7頭立て1番人気）。
2019年8月29日のリリーカップをプリモジョーカーで優勝し、デビューから約5か月で重賞初制覇を飾る。
2020年9月17日、門別競馬第9競走でキタノマナザシに騎乗し1着、地方通算100勝を達成した。
2020年NARグランプリ優秀新人騎手賞を受賞する。
2024年ソルジャーフィルドでJBC2歳優駿を制し、ダートグレード競走初制覇を飾る。
2025年ソルジャーフィルドで北海道3冠全てを制覇し、史上6人目の「同一年3冠制覇」を成し遂げる。

## 主な騎乗馬
- プリモジョーカー（2019年リリーカップ）
- アザワク（2020年グランシャリオ門別スプリント）
- クインズプルート（2020年星雲賞、くろゆり賞）
- ルナクレア（2021年ヒダカソウカップ）
- レスペディーザ（2023年ノースクイーンカップ）[9]
- アメリアハート（2023年フローラルカップ）
- ソルジャーフィルド（2024年JBC2歳優駿、2025年北斗盃、北海優駿、王冠賞）
- ベストグリーン（2025年栄冠賞）